# Roodpotige kruisspinnendoder
De roodpotige kruisspinnendoder (Episyron rufipes) is een sluipwesp uit de familie van de spinnendoders (Pompilidae).
De soort is overwegend zwart met opvallende witte vlekken op het achterlijf. De poten zijn deels rood. Het vrouwtje wordt 8 tot 13 mm lang, het mannetje 6 tot 9 mm. De wesp jaagt alleen op Araneus-soorten.